# Molophilus (Molophilus) emarginatus
Molophilus (Molophilus) emarginatus is een tweevleugelige uit de familie steltmuggen (Limoniidae). De soort komt voor in het Neotropisch gebied.